# منتخب الإكوادور لدوري الرغبي
منتخب الإكوادور لدوري الرغبي (بالإسبانية: Selección de rugby league de Ecuador)‏ هو ممثل الإكوادور الرسمي في المنافسات الدولية في دوري الرغبي، والرغبي .